# Ривърсайд (окръг)
Вижте пояснителната страница за други значения на Ривърсайд.
Ривърсайд (на английски: Riverside) е окръг в Калифорния. Окръжният му център е град Ривърсайд.

## Население
Окръг Ривърсайд е с население от 1 545 387 души.(2000)

## География
Окръг Ривърсайд е с площ от 18 915 км² (7303 мили²).

## Градове
- Банинг
- Боумонт
- Дезърт Хот Спрингс
- Индиан Уелс
- Калимеса
- Кениън Лейк
- Коачела
- Кътидръл Сити
- Корона
- Ла Куинта
- Лейк Елзинор
- Морено Вали
- Муриета
- Мънъфий
- Норко
- Палм Дезърт
- Палм Спрингс
- Ривърсайд
- Темекула
- Уайлдомар
- Хемет

## Други населени места
- Ел Серито
- Куейл Вали
- Лейкленд Вилидж
- Мека
- Мира Лома
- Муриета Хот Спрингс
- Нуево
- Пайн Коув
- Педли
- Сън Сити
- Сънислоуп
- Таузънд Палмс
- Удкрест
- Хай Гроув
- Хоум Гардънс
- Чери Вали